# Мансилья, Ньюша
Ньюша Кармен Мансилья Эредия (исп. Niusha Carmen Mancilla Heredia; род. 19 января 1971, Кочабамба) — боливийская легкоатлетка, специалистка по бегу на средние дистанции. Выступала на профессиональном уровне в 1984—2017 годах, победительница и призёрка ряда крупных международных стартов, действующая рекордсменка Боливии в нескольких дисциплинах.

## Биография
Ньюша Мансилья родилась 19 января 1971 года в Кочабамбе, Боливия.
Первого серьёзного успеха на международном уровне добилась в сезоне 1984 года, когда вошла в состав боливийской сборной и выступила на юношеском первенстве Южной Америки в Тарихе, где выиграла бронзовую медаль в зачёте бега на 800 метров.
В 1986 году бежала 800 метров и 400 метров с барьерами на впервые проводившемся юниорском мировом первенстве в Афинах, завоевала серебряную награду в 800-метровой дисциплине на юношеском южноамериканском первенстве в Комодоро-Ривадавии.
В 1990 году на Южноамериканских играх в Лиме взяла бронзу на дистанции 1500 метров.
В 1991 году на чемпионате Южной Америки в Манаусе закрыла десятку сильнейших в беге на 800 метров и финишировала шестой в беге на 1500 метров. В тех же дисциплинах стартовала на Панамериканских играх в Гаване.
В 1997 году отметилась выступлением на чемпионате мира в помещении в Париже, в программе бега на 1500 метров в финал не вышла. Помимо этого, стала серебряной призёркой на чемпионате Южной Америки в Мар-дель-Плате и бронзовой призёркой на Боливарианских играх в Арекипе.
На Южноамериканских играх 1998 года в Куэнке трижды поднималась на пьедестал почёта: получила серебро на дистанциях 800 и 1500 метров, взяла бронзу на дистанции 5000 метров.
В 1999 году на чемпионате мира в помещении в Маэбаси не смогла выйти в финал 1500 метров, но установила ныне действующий рекорд Боливии в данной дисциплине — 4:20.16. На Панамериканских играх в Виннипеге не прошла дальше предварительного квалификационного этапа дистанции 800 метров и заняла девятое место на дистанции 1500 метров.
На Боливарианских играх 2001 года в Амбато одержала победу сразу в трёх дисциплинах: была лучшей в беге на 800 метров, беге на 1500 метров и беге на 3000 метров с препятствиями. При этом в дисциплине 800 метров установила ныне действующий национальный рекорд — 2:03.98.
В 2002 году на иберо-американском чемпионате в Гватемале в дисциплинах 800 и 1500 метров выиграла бронзовую и серебряную медали соответственно. Среди прочих достижений — действующий рекорд Боливии в беге на 3000 метров на международном старте в Севилье (9:16.03).
В 2003 году на международном старте в Севилье Мансилья установила ныне действующий рекорд страны в беге на 1500 метров на открытом стадионе — 4:16.64. На чемпионате Южной Америки в Баркисимето была четвёртой в дисциплине 800 метров и второй в дисциплине 1500 метров. На Панамериканских играх в Санто-Доминго сошла с дистанции 1500 метров, не показав никакого результата.
В 2004 году принимала участие в чемпионате мира в помещении в Будапеште. На иберо-американском чемпионате в Уэльве на дистанциях 1500 и 3000 метров финишировала четвёртой и шестой соответственно.
В 2005 году участвовала в Боливарианских играх в Армении, но на сей раз попасть в число призёров не смогла.
Впоследствии выступала в основном на коммерческих клубных соревнованиях в Испании. Завершила спортивную карьеру по окончании сезона 2017 года.